# Hakea rhombales
Hakea rhombales är en tvåhjärtbladig växtart som beskrevs av F. Müll.. Hakea rhombales ingår i släktet Hakea och familjen Proteaceae. Inga underarter finns listade i Catalogue of Life.